# Sébastien Lumineau
Sébastien Lumineau, anciennement connu sous le nom Imius, né le 11 octobre 1975 à Argenteuil, est un auteur de bande dessinée français.

## Biographie
Il participe à divers collectifs dont Chez Jérôme Comix et Le Journal de Judith et Marinette dont il est l'un des fondateurs en 1996. Il y publie Le Chien de la voisine qui paraitra en 2002 en album. Dans Ferraille illustré, il est l'auteur de la série Les Maîtres de la Galaxie. En 2009, il participe à l'album  collectif Nous sommes Motörhead (Dargaud) dédié au groupe britannique de heavy metal Motörhead,
. En 2018, il sort l'album Les Escalopes, dans la collection BD Cul chez Les Requins Marteaux,.

## Publications
Sous le nom Imius
- Un chien dangereux, Les Taupes de l'espace :

1. Un chien dangereux n°1, 2000  (ISBN 2913421075).
2. Un chien dangereux n°2, 2002  (ISBN 2913421059).
3. Un chien dangereux n°3, 2010  (ISBN 9782913421127).

- Le Chien de la voisine, Les Taupes de l'espace, 2002  (ISBN 2913421075).
- Le Retour du chien de la voisine, Les Taupes de l'Espace, 2005  (ISBN 2913421091).

Sous le nom Sébastien Lumineau
- Une vingtaine, Les Requins Marteaux, 2005  (ISBN 2849610356).
- Fido face à son destin[5], Delcourt, coll. « Shampooing », 2007  (ISBN 9782756006345).
- Des berniques[6], Cornélius, 2009  (ISBN 9782915492903).
- Les Escalopes[3],[4], Les Requins Marteaux, coll. « BD Cul », 2018  (ISBN 9782849612378).
- Où.[7], L'Association, 2018  (ISBN 9782844146687).
- Le Chien de la voisine et Le Retour du chien de la voisine (réédition)[8], L'Association, 2019